# 郊区 (合肥市)
郊区，安徽省合肥市旧区名，始建制于1963年5月更名北市区为郊区，为今天安徽省合肥市包河区的前身。2002年3月划出长淮街道、方庙街道、三十岗乡、杏花村镇、大杨镇、井岗镇，划入原属合肥市西市区的巢湖路街道、芜湖路街道和宁国路街道成为包河区。